# Saint-Thuribe (Québec)
Pour les articles homonymes, voir Saint-Thuribe.
Saint-Thuribe est une municipalité de paroisse dans la municipalité régionale de comté de Portneuf au Québec (Canada), située dans la région administrative de la Capitale-Nationale.

## Toponymie
Elle est nommée en l'honneur de saint Thuribe, ou Toribio Alonso de Mogrovejo (1538-1606), président du tribunal de l'Inquisition à Grenade (1572 à 1581) et archevêque de Lima à partir de 1580. Béatifié en 1679, il a été canonisé en 1726, devenant ainsi le premier saint ayant œuvré en Amérique.
Le vocable saint-Thuribe-de-Grandbois a autrefois été utilisé en référence à la famille Granbois, qui possédait les terres ayant servi à la colonisation de la paroisse. L'archevêque de l'époque, Mgr Bégin, aurait lui-même suggéré cet ajout.

## Histoire
Le territoire de Saint-Thuribe a été détaché de celui de Saint-Casimir. La paroisse a été fondée en 1897 et la municipalité en 1898. 
Dès l'érection canonique, un architecte de Saint-Casimir, Honoré Lachance, prépare les plans d'une église de bois et d'un presbytère. Toutefois, l'archevêque Bégin demande que ces plans soient simplifiés afin d'ériger une église de brique rouge, qui dominerait le paysage. Cette volonté a donné lieu à la création d'une briqueterie temporaire, aménagée tout près, qui a permis la construction de l'église et du presbytère, qui y sont toujours. 
Toutefois, le territoire actuel de Saint-Thuribe a été occupé dès les années 1830 pour la coupe de bois. Alors que la coupe s'est intensifiée grâce aux activités de la scierie Grandbois de Saint-Casimir, un chemin a été tracé le long de la rivière Blanche en 1845, favorisant ainsi l'établissement d'une communauté de défricheurs dans le secteur. Ces derniers ont demandé la création d'une paroisse et la construction d'une église,.

## Géographie
À partir de son crénon, dans le nord-ouest de la municipalité, la Petite rivière Niagarette coule vers le sud-ouest jusque dans Saint-Casimir et retraverse le sud-ouest vers le sud-est.
À partir de son crénon, dans le nord, la rivière Niagarette coule vers le sud-est.
La rivière Blanche en traverse le nord-est puis le sud-est. 
La rivière Noire en délimite le sud-est en coulant vers le sud-ouest.

## Démographie
| 1981 | 1986 | 1996 | 2001 | 2006 | 2011 | 2016 | 2021 |
| ---- | ---- | ---- | ---- | ---- | ---- | ---- | ---- |
| 410  | 404  | 360  | 313  | 303  | 288  | 286  | 298  |

## Administration
Les élections municipales se font en bloc pour le maire et les six conseillers.
| Saint-Thuribe Maires depuis 2001                                                                                     |                 |                                       |          |
| Élection | Maire           | Qualité                               | Résultat |
| 2001 | Marcel Tessier  |                                       | Voir     |
| 2005 | Richard Genest  |                                       | Voir     |
| 2009 | Richard Genest  | Voir                                  |          |
| 2013 | Alain Fréchette |                                       | Voir     |
| 2016 | Jacques Delisle | Maire-suppléant (nov. 2015-fév. 2016) | Voir     |
| 2017 | Jacques Delisle | Maire-suppléant (nov. 2015-fév. 2016) | Voir     |
| 2021 | Jacques Delisle | Maire-suppléant (nov. 2015-fév. 2016) | Voir     |
| Élection partielle en italique Depuis 2005, les élections sont simultanées dans toutes les municipalités québécoises |                 |                                       |          |

## Photographies

La Blanche à Saint-Thuribe
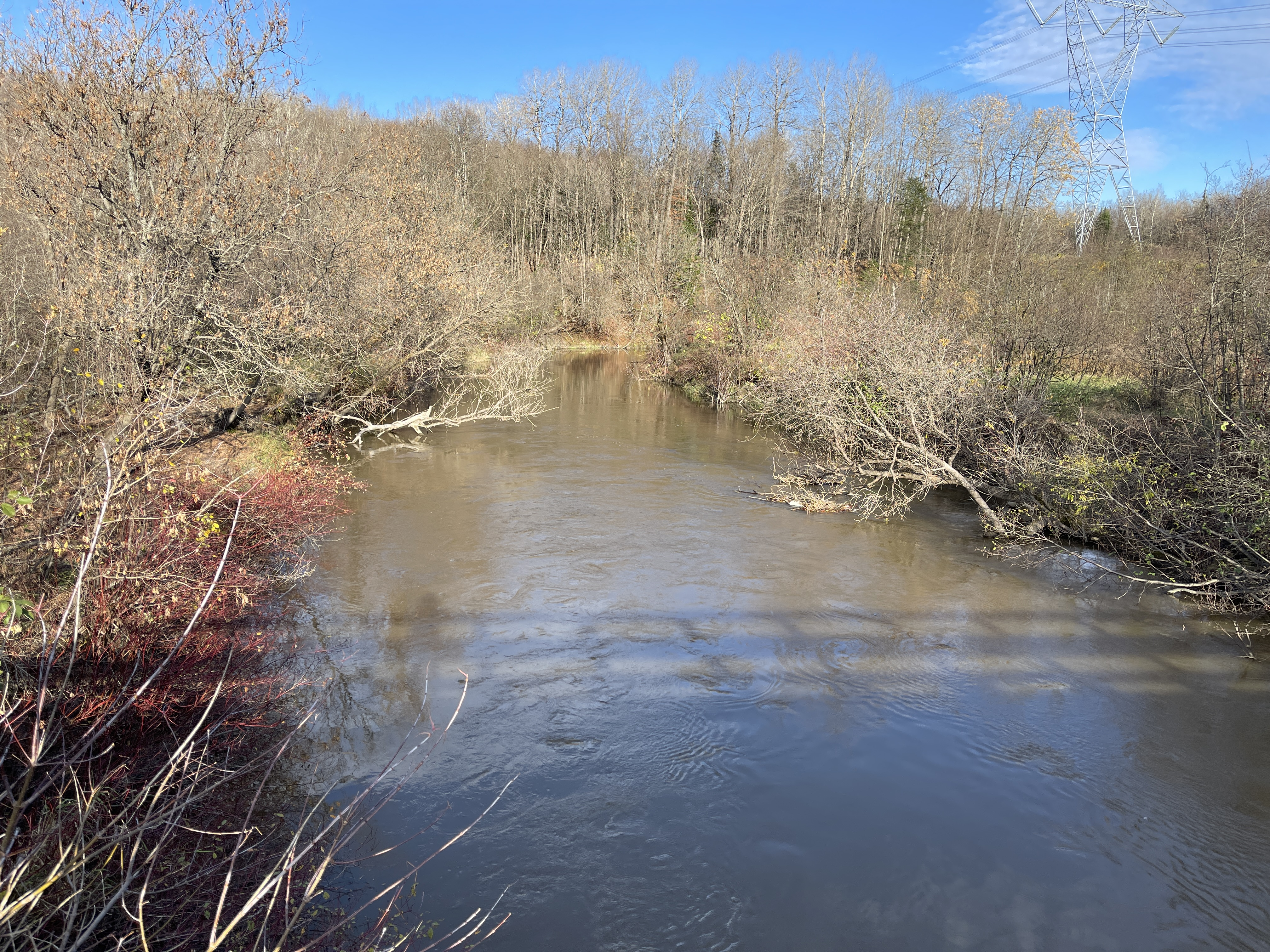
Du pont P-06211, Rang Saint-Joseph
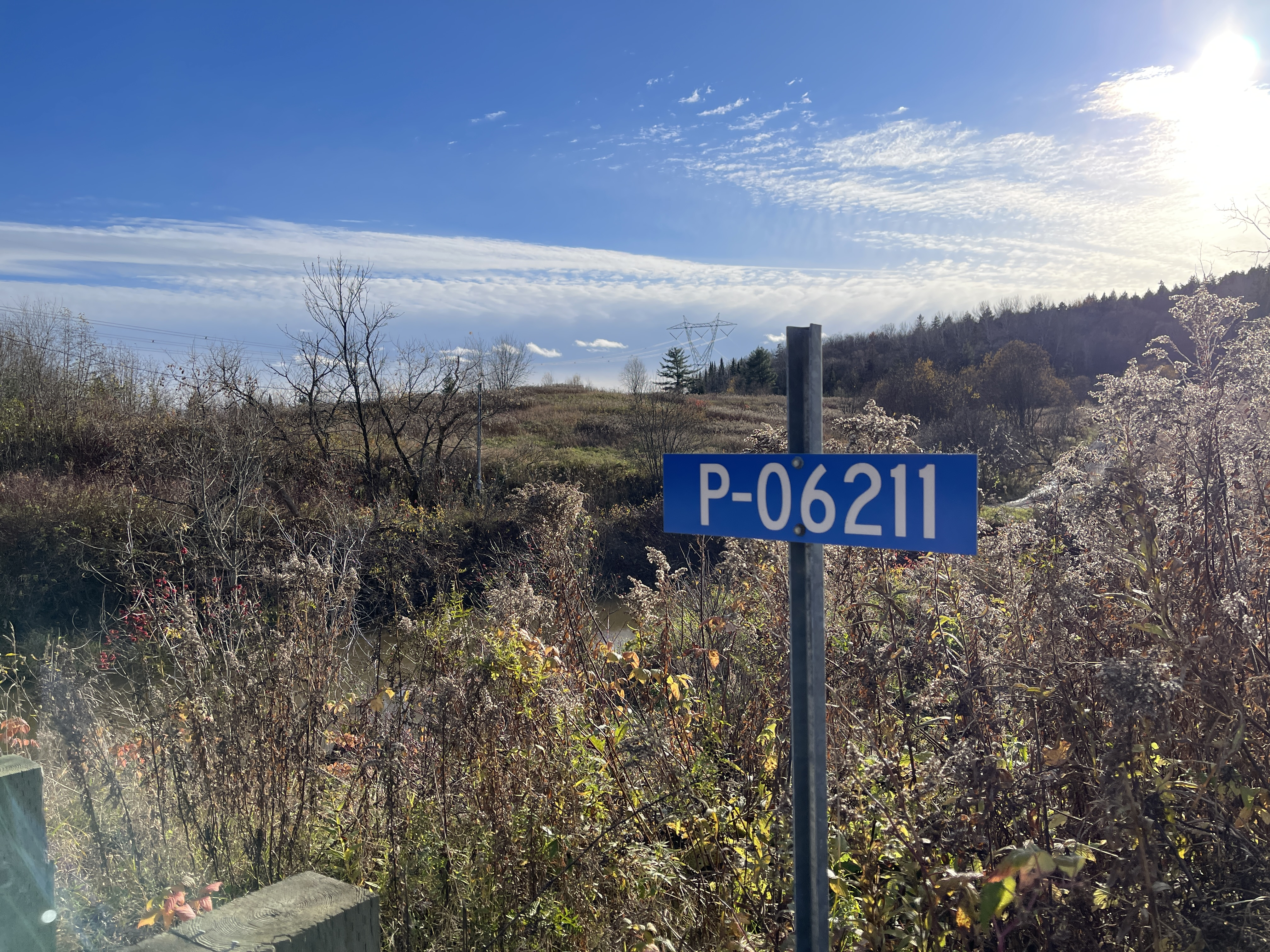
Panneau pont P-06211[9], Rang Saint-Joseph